# كونراد ديفيز
كونراد ديفيز (27 يونيو 1907 - 10 مايو 1995) (بالإنجليزية: Conrad Davies)‏ هو لاعب كريكت بريطاني (وحمل سابقاً جنسية المملكة المتحدة لبريطانيا العظمى وأيرلندا).